# Współczesna historia Kopciuszka
Współczesna historia Kopciuszka (ang. Elle: A Modern Cinderella Tale) – film familijny z 2010 roku napisany przez Bo Ransdella, Ryana Deana and Thomasa Martina. Reżyserami tego filmu są John i Sean Dunson. W rolach głównych: Sterling Knight, Ashlee Hewitt i Kiely Williams. Premiera filmu w Polsce odbyła się 26 listopada 2011 roku na kanale TV Puls. 

## Obsada
- Sterling Knight - Ty Parker
- Ashlee Hewitt - Elle Daniels
- Thomas Calabro - Allen
- Kiely Williams - Kandi Kane
- Katherine Bailess - Stephanie
- Tyler Nicole - Becky
- Emma Winkler - Jikamie
- Juliette Hing-Lee - Kit
- Shawn-Caulin Young - Andy

## Premiery na świecie
| Państwo           | Premiera          | Regionalny tytuł                |
| ----------------- | ----------------- | ------------------------------- |
| Stany Zjednoczone | kwiecień 2010     | Elle: A Modern Cinderella Tale  |
| Polska            | 26 listopada 2011 | Współczesna historia Kopciuszka |